# SC Viktoria 04 Rheydt
SC Viktoria 04 Rheydt is een Duitse voetbalclub uit Rheydt, een stadsdeel van Mönchengladbach, Noordrijn-Westfalen.

## Geschiedenis
De club werd opgericht in 1904. Lange tijd speelde de club in de schaduw van rivaal Rheydter SpV 05. In 1915 speelde de club één seizoen in de hoogste klasse van de Noordrijncompetitie omdat deze in meerdere groepen werd opgesplitst tijdens WOI. Hierna duurde het tot 1927 vooraleer Viktoria weer actief was op het hoogste niveau, nu in de Rijncompetitie. Na twee seizoenen in de middenmoot werd de club laatste in 1929/30, maar degradeerde niet. De club herpakte zich met twee vijfde plaatsen. Het beste seizoen kwam in 1932/33 toen de club met twee punten achterstand op SpVgg Sülz 07 vicekampioen werd in groep 1. Na dit seizoen kwam de NSDAP aan de macht in Duitsland. De hele competitie werd geherstructureerd en er kwamen 16 Gauliga's voor het hele land. Ondanks een tweede plaats mocht Viktoria niet aantreden in de Gauliga, en dat terwijl rivaal Rheydter SpV met een vijfde plaats wel geselecteerd werd.
Hierna slaagde de club er ook niet in nog te promoveren. Tegenwoordig speelt de club in de lagere reeksen.